# Зарисовка

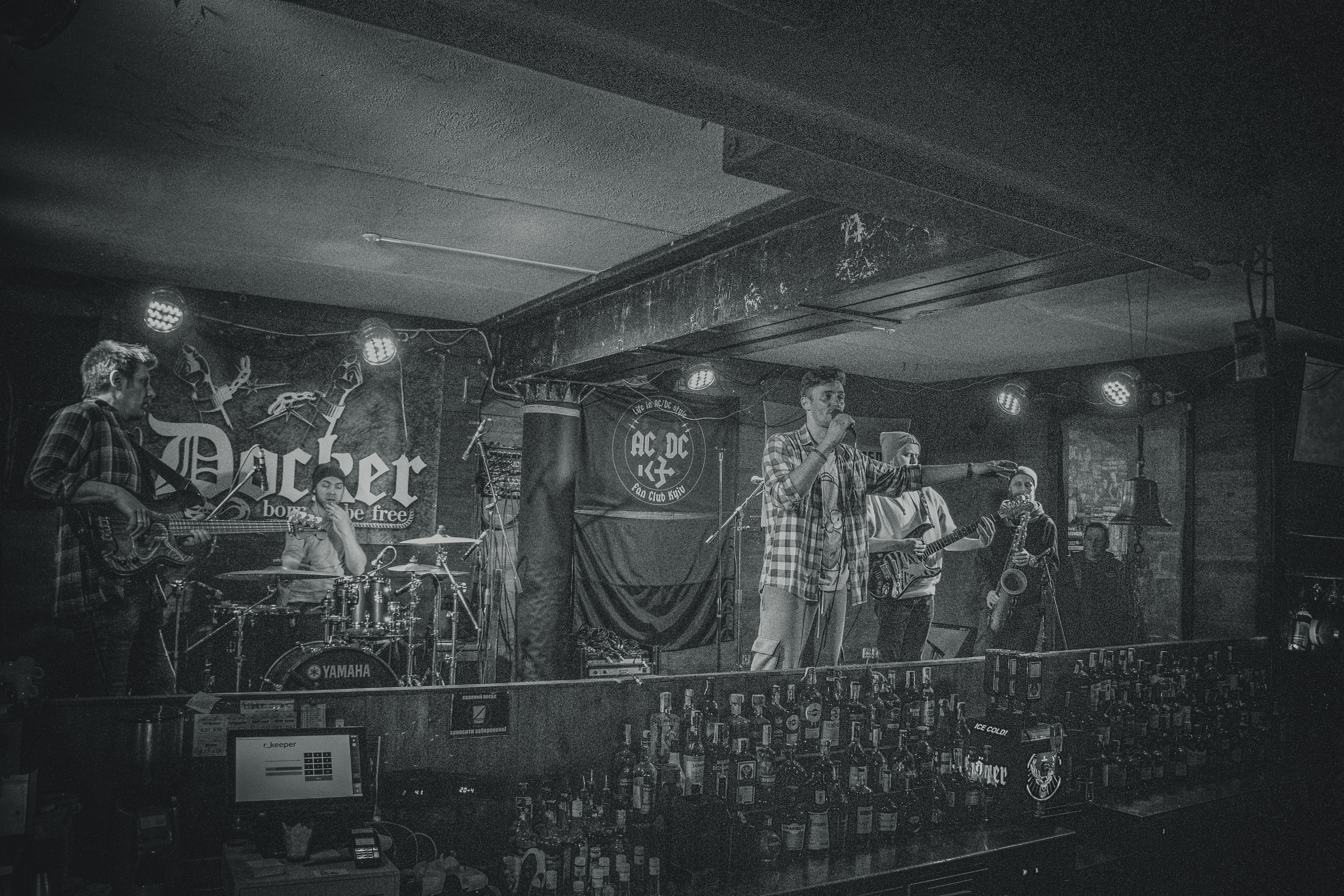
Концерт Зарисовки у Києві, 2023 рік

Зарисовка — український регі-гурт з Донецька, заснований у 2007 році музикантом, автором пісень та композитором Артемом Войцеховським. Окрім регі використовує в своїй творчості інші музичні стилі, зокрема фанк, соул, ф'южн, інді, поп-рок та інші.

## Біографія
Зарисовка була створена у 2007 році і відразу гучно заявила про себе піснями «Барселона», «Растафарай», «Вітер», «Yagga-Yagga» та інші. Спочатку гурт діяв як акустичний дует (два вокала і гітара). Згодом його склад розширився до десять музикантів з повноцінною ритм-секцією, духовою пачкою, клавішами, соло-гітарою і бек-вокалом. 
Відігравши за дев’ять років понад 300 концертів у різних країнах, у 2016 році Зарисовка взяла творчу відпустку, яка тривала майже шість років, щоб повернутися на сцену з новими музичними ідеями. 
Зарисовка відновила свою творчу діяльність з початком повномасштабної війни в Україні у 2022 році, щоб допомогти ЗСУ звільнити рідну країни від окупантів, граючи благодійні концерти на користь армії. 
Сьогоднішній репертуар Зарисовки повністю складається з україномовних пісень (її російські хіти перекладені солов’їною мовою). Крім того, гурт виконує ряд каверів на пісні Боба Марлі, Скрябіна, Тараса Петриненка, Володимира Івасюка та інших відомих виконавців.

## Дискографія

### Альбоми
Солнце (2008)

По Ролям (2009)
мореЗвуков (2012)

Дом (2014)

### Сингли
Невеста (2013)

Я.Т.Л. (2013)

Витражи (2022)

Япония (2022)

Вулиця (2023)